# Joseph Morlot
Pour les articles homonymes, voir Morlot.
Joseph Morlot est un homme politique français né le 10 juillet 1792 à Paris et décédé le 27 janvier 1865 dans le 9e arrondissement de Paris.
Armateur au Havre, juge au tribunal de commerce, conseiller municipal, il est député de la Seine-Maritime de 1848 à 1849. Président du comité du commerce, il vote souvent avec la droite.